# Atlante Tabasco
El Atlante Tabasco es un equipo de fútbol que jugaba en la Zona I de la Tercera División de México, tenía como sede la ciudad de Villahermosa, Tabasco, México. En verano de 2015 la franquicia fue vendida a Los Tuxtlas, Veracruz. El equipo se convirtió en los "Brujos de Los Tuxtlas" en Grupo ll de la misma división. En agosto de 2017, el equipo desapareció debido a los malos resultados. 
En la temporada 2012-2013, tenían como sede el Estadio Olímpico de la ciudad Deportiva pero al no llegar a un acuerdo con el director del INJUDET regresaron a jugar a las instalaciones de Estancia Vieja, sitio donde entrenaban.
En el torneo Clausura 2014 acumularon el peor registro de puntos, de la liga y de su historia, con todos sus partidos perdidos, pocos goles y goleadas escandalosas, y por ende causó su descenso a tercera división.
En la temporada 2014-2015 de la Tercera División del Grupo l, el equipo terminó el torneo con: 18 partidos perdidos, 3 empatados (5 puntos extra obtenidos) y uno solo ganado. 
Este único encuentro ganado, se celebró el 24 de abril de 2015 en Homún, Yucatán en el estadio Hipólito Tzab frente, al hoy extinto, equipo de Itzaes Fc (Hoy en día "Venados FC"). Quedando 0-1 como visitante, con gol del delantero Jonathan Juárez.